# マルグラッド・ダ・マール
マルグラッド・ダ・マール（カタルーニャ語: Malgrat de Mar, IPA：[məlˈɣɾad də ˈmaɾ]）は、スペイン・カタルーニャ州・バルセロナ県のムニシピ（基礎自治体）。

## 地理
マルグラッド・ダ・マールは地中海のコスタ・ブラバに面している。サンタ・スサンナ（南西側）とブラナス（北東側）に挟まれており、ブラナスとの間にはトルデラ川が流れている。B-682号線がブラナス、リュレッド・ダ・マール、トッサ・ダ・マールとマルグラッド・ダ・マールを結んでいる。自治体内にはレンフェ（スペイン国鉄）の駅があり、鉄道路線がバルセロナやマサネッド・ダ・ラ・セルバとマルグラッド・ダ・マールを結んでいる。
地中海に面しているため、自治体の標高は4mである。地中海性気候であり、年間を通じて穏やかな気候である。年平均降水量は650mmである。

## 歴史
この町に定住者が現れたのは13世紀か14世紀であり、当時はビラノバ・ダ・パラフォイス(Vilanova de Palafolls)と呼ばれていた。初期の入植者はアル・カステイと呼ばれる丘の上に住居を立てて住んでいた。
伝統的にこの町の経済は農業が卓越しており、同時に地中海を用いた海洋商業活動も盛んだったが、19世紀以降は重要な工業の中心地となった。1960年頃からは観光業も盛んとなり、観光地としての重要性が増した。

## 政治
| 任期      | 首長名                 | 政党     |
| --------- | ---------------------- | -------- |
| 1979–1983 | Pepito Mora            | PSC-PSOE |
| 1983–1987 | Pepito Mora            | PSC-PSOE |
| 1987–1991 | Pepito Mora            | PSC-PSOE |
| 1991–1995 | Conxita Campoy i Martí | PSC-PSOE |
| 1995–1999 | Conxita Campoy i Martí | PSC-PSOE |
| 1999–2003 | Conxita Campoy i Martí | PSC-PSOE |
| 2003–2007 | Conxita Campoy i Martí | PSC-PSOE |
| 2007–2011 | Conxita Campoy i Martí | PSC-PSOE |
| 2011–2015 | Conxita Campoy i Martí | PSC-PSOE |
| 2015–2019 | Joan Mercader i Carbó  | PSC-PSOE |
| 2019–2023 | n/d                    | n/d      |
| 2023–     | n/d                    | n/d      |

## 人口
| マルグラッド・ダ・マールの人口推移 1900－2010           |
|                                                         |
| 出典:INE（スペイン国立統計局）1900年 - 1991年、1996年 - |

## 姉妹都市
- カルデナス（スペイン語版）、ニカラグア
- インチーザ・イン・ヴァル・ダルノ、イタリア
- モゲール（スペイン語版）、スペイン
- セーノッド（スペイン語版）、フランス